# Nosodendron politum
Nosodendron politum är en skalbaggsart som beskrevs av Sharp 1902. Nosodendron politum ingår i släktet Nosodendron och familjen almsavbaggar. Inga underarter finns listade i Catalogue of Life.